# Mehrschriftigkeit
Mehrschriftigkeit (Multialphabetismus) beschreibt die parallele Verwendung mehrerer Alphabete. 

## Arten
Man unterscheidet:
- multialphabetische Sprachen, etwa Japanisch, das sowohl Logogramme (Kanji) als auch Silbenschriften (Hiragana, Katakana) verwendet, oder Serbisch, das sowohl in kyrillischen als auch in lateinischen Buchstaben geschrieben werden kann
- Mehrschriftigkeit als Folge von Mehrsprachigkeit (Multilingualismus) im Kontext von Migration, besonders wenn die erlernten Sprachen auf unterschiedlichen Schriftsystemen basieren (z. B. Lateinisch/Kyrillisch, Lateinisch/Arabisch etc.)
- Mehrschriftigkeit als Ausdruck interkultureller Kompetenz, z. B. in den Print- und Onlinemedien die korrekte Wiedergabe von Namen aus anderen Latein-Alphabeten mit allen nötigen diakritischen Zeichen und Sonderbuchstaben (Potočnik statt Potocnik, Guðmundsdóttir statt Gudmundsdottir)
- Mehrschriftigkeit als Folge von Interoperabilität im IT-Bereich, besonders im E-Government. Durch die zunehmende Verwendung des internationalen Unicode-Zeichensatzes (ISO 10646) können europaweit Daten ausgetauscht werden, ohne dass es zu Informationsverlust (Potocnik, Poto?nik oder Potoènik statt Potočnik) kommt